# Зеленчик золоточеревий
Зеленчик золоточеревий (Chloropsis hardwickii) — вид горобцеподібних птахів родини зеленчикових (Chloropseidae).

## Поширення
Вид поширений в Південній та Південно-Східній Азії від південних схилів Гімалаїв на схід до південно-східного узбережжя Китаю.

## Опис

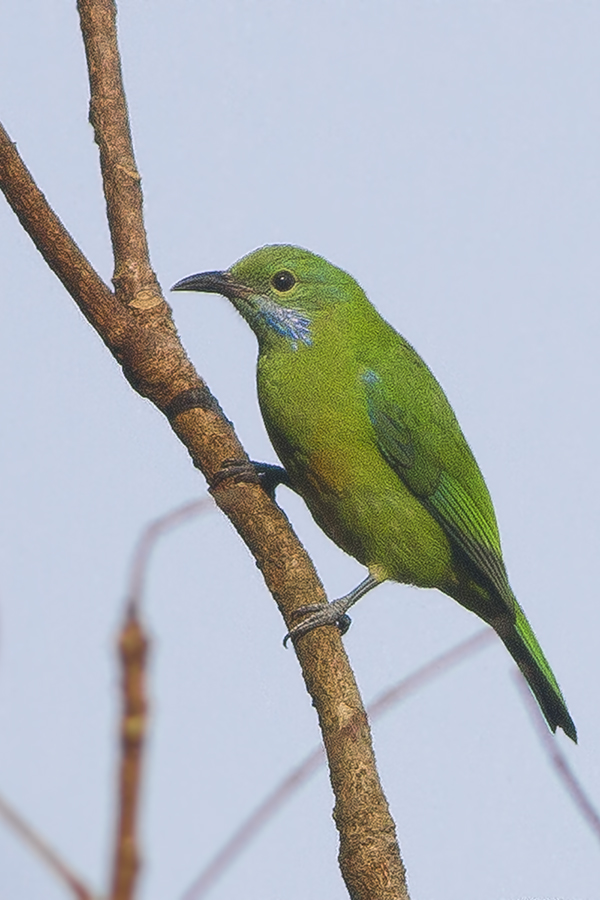
Самиця

Птах завдовжки 15—20 см. Тіло міцної статури. Дзьоб конічний, довгий, ледь зігнутий. Крила заокруглені. Хвіст квадратний. Ноги міцні.
Оперення дуже барвисте забарвлення і помітний чіткий статевий диморфізм. Самиці майже повністю зелені, з «вусами» і ділянками на лопатках блакитного кольору. Черево золотисте. Низ хвоста та крил темного забарвлення. У самців весь край крил і хвіст блакитного забарвлення, при цьому ділянки та лопатках темніші і має тенденцію до фіолетового кольору. Сині «вуса» облямовані чорним кольором, який утворює маску між дзьобом і очима. Груди синьо-фіолетового кольору. Черево жовте. В обох статей дзьоб та лапки чорнуватого кольору.

## Спосіб життя
Живе у вологих тропічних лісах з густим пологом. Активний вдень. Трапляється поодинці або під час шлюбного періоду парами. Всеїдний. Живиться комахами та фруктами, інколи нектаром. Репродуктивний сезон триває з травня по серпень. Моногамні птахи. Самиця будує чашоподібне гніздо між гілками дерев. У гнізді 2—3 рожевих яйця. Насиджує самиця. Інкубація триває для близько двох тижнів. Про потомство піклуються обидва батьки. Пташенята стають самостійними приблизно через півтора місяця.